# Cantó de Trois-Bassins
El cantó de Trois-Bassins és un cantó de l'illa de la Reunió, regió d'ultramar francesa de l'oceà Índic. Correspon a la comuna de Trois-Bassins.

## Història
| Data d'elecció | Identitat         | Partit |
| -------------- | ----------------- | ------ |
| 2008 -         | Roland Ramakistin |        |